# Mollie Campbell
Mollie Campbell (Rochdale, 28 febbraio 1995) è un'ex cestista britannica.

## Carriera
Con la Gran Bretagna ha disputato i Campionati europei del 2019.